# Educação em Macau
A Educação em Macau é regulado e coordenado pelo Governo de Macau, através, no caso do ensino não superior, da Direcção dos Serviços de Educação e Juventude e, no caso do ensino superior, do Gabinete de Apoio ao Ensino Superior (criado em 1992), sendo ambos os organismos públicos subordinados e dependentes da Secretaria para os Assuntos Sociais e Cultura.
Mais concretamente, o Governo, segundo o artigo 121º da Lei Básica, tem o poder e a obrigação de definir, por si próprio, as políticas de educação, incluindo as relativas ao sistema de educação e à sua administração, às línguas de ensino, à distribuição de verbas, ao sistema de avaliação, ao reconhecimento de habilitações literárias e graduação académica, impulsionando o desenvolvimento da educação. Também no artigo está mencionado que a Região Administrativa Especial de Macau tem que promover o ensino obrigatório nos termos da lei e que as associações sociais e os particulares podem promover, nos termos da lei, diversas iniciativas no âmbito da educação .

## Sistema educacional
O sistema educacional de Macau é composto essencialmente por escolas oficiais e particulares, sendo estas últimas subdivididas em dois tipos: escolas particulares do regime escolar local e escolas particulares do regime escolar não local. As escolas particulares podem também ser classificadas como escolas sem fins lucrativos ou escolas com fins lucrativos .
Macau não tem um sistema de ensino próprio e universal, sendo por isso usado pelas escolas o sistema educativo britânico, chinês ou português.
O ensino em Macau pode ser genericamente classificado por:
- ensino não superior, que engloba, segundo a lei, todas as modalidades de educação, com excepção do ensino universitário e do ensino superior politécnico [3];
- ensino superior, que abrange, segundo a lei, o ensino universitário e o ensino superior politécnico [4], podendo este ser administrado por todas as instituições de ensino superior devidamente reconhecidas.

Por sua vez, o ensino não superior é dividido em duas modalidades diferentes :
- a educação regular, que é por sua vez subdividido em vários níveis:
  - o ensino infantil ou pré-escolar, cujo acesso é permitido quando a criança complete 3 anos [6], tem uma duração de 3 anos;
  - o ensino primário, cujo acesso é permitido quando a criança complete 6 anos e cuja idade máxima para a sua frequência estabelecida nos 15 anos [6], tem uma duração de 6 anos;
  - o ensino secundário geral, cuja idade máxima para a sua frequência estabelecida nos 18 anos [6], tem uma duração de 3 anos;
  - o ensino secundário complementar, cuja idade máxima para a sua frequência estabelecida nos 21 anos [6], tem uma duração de 3 anos [7].

- a educação contínua, que não é integrada na educação regular, mas que pretende complementá-la, desenvolve vários tipos de actividades educativas, como por exemplo: 
  - a educação familiar;
  - a educação comunitária;
  - a formação profissional;
  - o ensino recorrente, que é, segundo a lei, proporcionado aos educandos que não frequentaram ou não concluíram com aproveitamento, na idade própria, os ensinos primário e secundário, sendo a idade mínima para o seu acesso estabelecida nos 15 aos 16 anos[6][8].

A educação regular também engloba o ensino técnico-profissional, cujo diploma equivale ao do ensino secundário complementar , e a educação especial, destinado para os deficientes  e cujo acesso é permitido quando a criança complete 3 anos e cuja idade máxima para a sua frequência estabelecida nos 21 anos .
As línguas chinesa (o cantonense e o mandarim) e inglesa são dadas praticamente em todas as escolas locais, enquanto a língua portuguesa é deixada em segundo plano (com excepção óbvia da Escola Portuguesa de Macau e das Escolas Primárias (6) e Secundárias (2)-Luso-Chinesas  , sendo uma das Secundárias, Técnico-Profissional), muito mais depois do ano de transferência de soberania de Macau (1999). Outras línguas estrangeiras, como o francês, também existem como opções.

### Ensino não superior
No ano lectivo de 2005/2006, existiam em Macau 86 escolas (13 são públicas ou oficiais, 60 são particulares de escolaridade gratuita e 13 são particulares de escolaridade não gratuita) que ministravam o ensino não superior, contando com mais de 92 mil alunos e de 4490 docentes.

### Ensino Superior

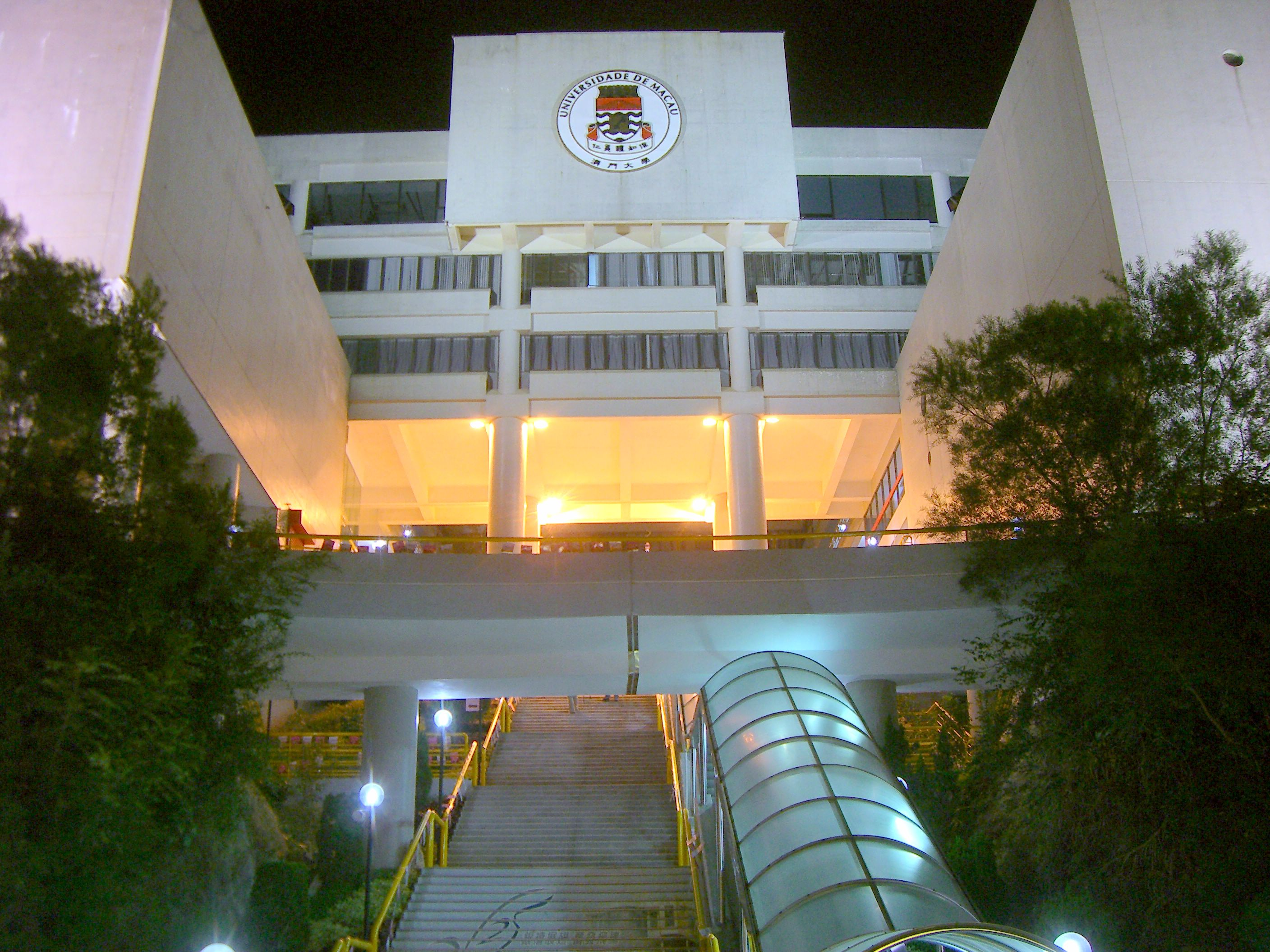
Universidade de Macau, localizado na Taipa.

No ano lectivo de 2004/2005, existia em Macau 10 instituições de ensino superior, sendo 4 públicas e 6 particulares. Estas instituições, contando com cerca de 26 mil alunos matriculados e 1521 docentes, ofereceram juntos um total de 252 cursos de diploma, bacharelato, licenciatura, pós-graduação, mestrado e doutoramento.
A maior e mais antiga universidade de Macau é a Universidade de Macau, que foi criada em 1981 como instituição privada de ensino superior e passou a universidade pública em 1991. Várias outras instituições de ensino superior foram posteriormente criadas, como por exemplo a Universidade de Ciência e Tecnologia de Macau, a Universidade Politécnica de Macau, a Universidade de Turismo de Macau, o Instituto de Enfermagem Kiang Wu de Macau, o Instituto Milénio de Macau, a Universidade de São José e o Instituto Internacional para Tecnologia de Programação da Universidade das Nações Unidas 

## Escolaridade obrigatória e gratuita
Em Macau, a escolaridade obrigatória é aplicada de uma forma obrigatória e universal a todos os menores entre os 5 e os 15 anos de idade. A escolaridade gratuita, que é mais abrangente, estende-se por todo o ensino não superior. Os seus beneficiários são todos os alunos residentes da RAEM que frequentam as escolas públicas ou oficiais e as escolas particulares sem fins lucrativos do regime escolar local integradas no sistema escolar de escolaridade gratuita . Para os alunos que frequentam escolas particulares de escolaridade não gratuita ou para os docentes das instituições educativas particulares, o Governo concede anualmente subsídios para apoiá-los.

## Cobertura e Qualidade
Em 2006, a taxa de alfabetização da população residente com idade igual ou superior a 15 anos era somente de 93,5%, registando porém uma subida de cerca de 2,2% relativamente a 2001. Mas, este número deve-se ao facto de a taxa de alfabetização da população com idade superior ou igual a 65 anos se situar somente nos 60,1%. Relativamente à população com idades entre os 15 aos 19 anos, a sua taxa de alfabetização era de 99,7%, um número muito mais animador.
Igualmente em 2006, de entre os residentes de Macau com idade igual ou superior a 3 anos, 20,9% possuem um nível de escolaridade inferior ao ensino primário; 22,1% completaram o ensino primário, 24,5% completaram o ensino secundário geral; 21,2% concluíram o ensino secundário
complementar; e 11,2% completarma o ensino superior.
Relativamente ao nível de escolaridade da população activa de Macau, também em 2006, 8,8% possuem um nível de escolaridade inferior ao ensino primário; 20,1% completaram o ensino primário; 28,4% concluíram o ensino secundário geral; 26,3% completaram o ensino secundário complementar; e 16,4% concluíram o ensino superior .
Estes números referentes ao nível de escolaridade da população residente e activa de Macau, que revelam, entre outras coisas, o facto lamentável de só um número reduzido de pessoas ter completado o ensino superior e até o ensino secundário complementar, são preocupantes para Macau, que está actualmente a desenvolver-se a um ritmo acelerado e por isso necessita de muita mão-de-obra qualificada e especializada.

## Escolas
As escolas Hou Kong, Pui Ching, Kao Yip e Pui Tou são alguns dos nomes mais conhecidos das dezenas de escolas chinesas existentes em Macau. Para o estudo da língua inglesa, as mais bem referenciadas são o Colégio de Santa Rosa de Lima e a Escola Sacred Heart.
Em Macau, existem as chamadas escolas luso-chinesas (ex: Escola Primária Oficial Luso-Chinesa Sir Robert Ho Tung, Escola Secundária Luso-Chinesa de Luís Gonzaga Gomes e Escola Primária Luso-Chinesa Tamagnini Barbosa), que foram criadas para encontrar um ponto de encontro entre as duas culturas principais de Macau (a ocidental e a chinesa), mas nunca chegaram a atingir os resultados desejados.
Relativamente ao ensino em língua portuguesa, as opções para o seu estudo tornaram-se cada vez mais escassas. Antigamente, havia algumas escolas primárias (ex: Colégio Dom Bosco, Escola Oficial Primária Pedro Nolasco da Silva/Central e Santa Rosa de Lima) e secundárias (ex: Colégio Dom Bosco, Escola Comercial Pedro Nolasco e Liceu de Macau) que ensinavam o português. Após a transferência de soberania de Macau em 1999, essas opções foram ficando cada vez mais reduzidas. O Colégio Dom Bosco, um dos grandes impulsionadores da língua portuguesa em Macau, transformou-se no Colégio Dom Bosco Yuet Wah em que deixou de haver ensino português, passando a haver apenas a secção inglesa e chinesa, tal como o Colégio de Santa Rosa de Lima. A extinção da Escola Comercial Pedro Nolasco e do Liceu de Macau levou à abertura da Escola Portuguesa de Macau, que oferece currículos semelhantes aos de Portugal e um ensino em língua portuguesa aos alunos do 1º ano ao 12º ano de escolaridade. Ainda como resultado do processo de transferência de soberania para a China, foram criadas em 1998 (Despacho n.º 33/SAAEJ/98), as secções portuguesas da Escola Primária Luso-Chinesa da Flora e da Escola Secundária Luso-Chinesa de Luiz Gonzaga Gomes que, tal como a Escola Portuguesa de Macau, oferecem os currículos e programas de Portugal.
Actualmente, existem ainda algumas escolas de Macau que ensinam o português, na sua maioria como uma língua estrangeira ou como uma actividade extra-curricular.